# Décès en mai 2004
Décès
- 2000
- 2001
- 2002
- 2003
- 2004
- 2005
- 2006
- 2007
- 2008

Pour une information complémentaire, voir la page d'aide.

| Date    | Nom                    | Activités                                                              | Âge | Source |
| ------- | ---------------------- | ---------------------------------------------------------------------- | --- | ------ |
| 1er mai | Eileen Winterton       | actrice britannique                                                    | 100 | (en)   |
| 2 mai   | Paul Guimard           | écrivain et journaliste français                                       | 83  |        |
| 2 mai   | Curtis Gordon          | musicien américain                                                     | 75  |        |
| 3 mai   | Anthony Ainley         | Acteur britannique                                                     | 71  |        |
| 5 mai   | Coxsone                | producteur de musique jamaicain                                        | 72  |        |
| 6 mai   | Barney Kessel          | guitariste de Jazz américain                                           | 80  |        |
| 7 mai   | Alexandre Minkowski    | pédiatre français                                                      | 88  |        |
| 9 mai   | Brenda Fassie          | chanteuse sud africaine                                                | 39  |        |
| 9 mai   | Alan King              | Acteur et producteur américain                                         | 76  |        |
| 10 mai  | Orvar Bergmark         | footballeur suédois                                                    | 74  |        |
| 14 mai  | Anna Lee               | Actrice anglaise                                                       | 91  |        |
| 15 mai  | Gloria Anzaldúa        | militante féministe chicana                                            | 61  |        |
| 15 mai  | Marius Constant        | compositeur et chef d'orchestre français                               | 79  |        |
| 16 mai  | Marika Rökk            | Actrice germano-autrichienne                                           | 90  |        |
| 17 mai  | Tony Randall           | Acteur américain.                                                      | 84  |        |
| 18 mai  | Arnold Orville Beckman | chimiste américain                                                     | 104 |        |
| 18 mai  | Elvin Jones            | Batteur de Jazz américain                                              | 76  |        |
| 19 mai  | Mary Dresselhuys       | Actrice néerlandaise                                                   | 97  |        |
| 19 mai  | Pierre Gachon          | coureur cycliste canadien                                              | 94  |        |
| 20 mai  | Abdelaziz Mathari      | économiste et homme politique tunisien                                 | 81  |        |
| 22 mai  | Mohamed Azzouz         | Joueur puis entraîneur français de football.                           | 83  |        |
| 22 mai  | Richard Biggs          | Acteur américain.                                                      | 44  |        |
| 23 mai  | Trudy Marshall         | Actrice américaine.                                                    | 84  |        |
| 24 mai  | Freddy Ruhlmann        | Peintre et sculpteur français.                                         | 63  |        |
| 25 mai  | Nicholas Luard         | Homme politique et écrivain britannique.                               | 66  | (en)   |
| 26 mai  | Pierre Mouveau         | Peintre et illustrateur français.                                      | 99  |        |
| 27 mai  | Umberto Agnelli        | Industriel italien                                                     | 69  |        |
| 28 mai  | Étienne Roda-Gil       | Auteur de chansons et dialoguiste français                             | 62  |        |
| 30 mai  | Kacem Zhiri            | Diplomate marocain, signataire du Manifeste de l'indépendance du Maroc | 84  |        |